# Neil Kinnock

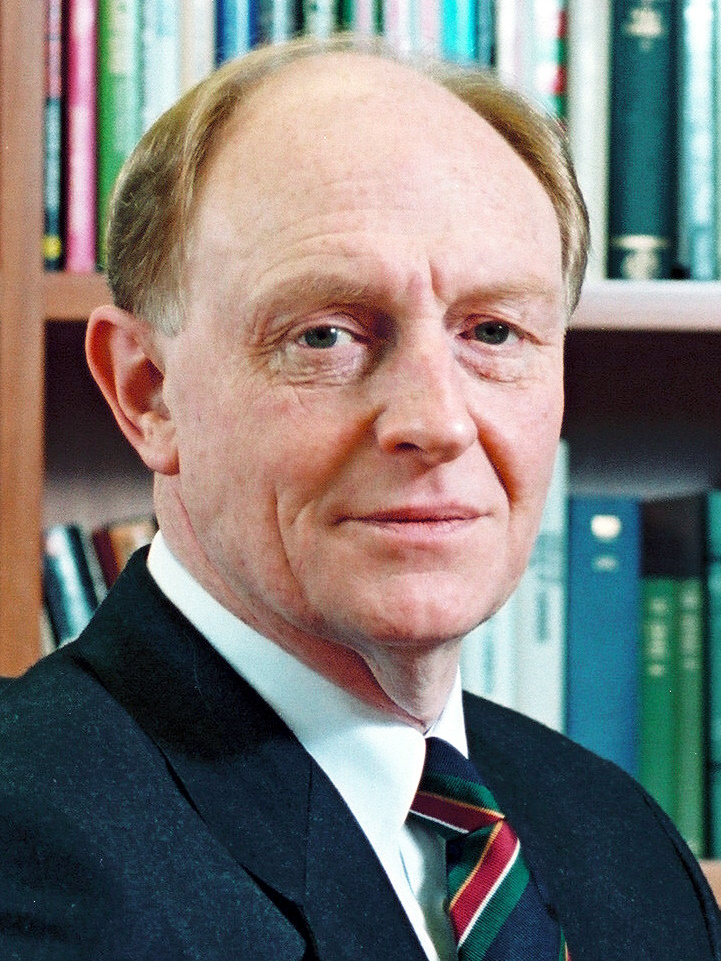
Neil Kinnock (1995)

Neil Gordon Kinnock, Baron Kinnock, kurz Neil Kinnock [niːl ˈkɪnək] (* 28. März 1942 in Tredegar, Wales), ist ein britischer Politiker. Von 1983 bis 1992 war er Parteichef der Labour Party und führte sie in die Unterhauswahlen 1987 und 1992. Von 1999 bis 2004 bekleidete er das Amt des Vizepräsidenten der EU-Kommission. Von 2004 bis 2010 war er Vorsitzender des British Council.

## Politische Laufbahn im Vereinigten Königreich
Nach seinem Abschluss u. a. in Geschichte an der Universität Cardiff und einem Postgraduiertenstudium in Pädagogik wurde Neil Kinnock 1970 Abgeordneter der Labour-Partei im britischen Unterhaus. Dort war er Vorsitzender mehrerer Ausschüsse. 1980 wurde er Mitglied des Labour-Schattenkabinetts, 1983 Vorsitzender der Labour-Partei und Fraktionsvorsitzender im Unterhaus (bis 1992). Bei den britischen Unterhauswahlen 1987 unterlag Kinnock als Spitzenkandidat seiner Partei Margaret Thatcher, 1992 John Major (beide Conservatives). Das britische Boulevardblatt The Sun titelte in einer seiner Schlagzeilen 1992: If Kinnock wins today will the last person to leave Britain please turn out the lights (deutsch: „Wenn Kinnock heute gewinnt, macht der Letzte, der Großbritannien verlässt, bitte das Licht aus“).
2005 wurde er als Baron Kinnock, of Bedwellty in the County of Gwent, zum Life Peer erhoben und zog ins House of Lords ein.

## Ämter in der Europäischen Union
1995 wurde Kinnock Europäischer Kommissar für Verkehr, von 1999 bis 2004 war er Vizepräsident der Kommission Prodi sowie zuständig für Personal und Verwaltung.
Neil Kinnock war stellvertretender Vorsitzender der Sozialistischen Internationale.

## Privates
Er war mit Glenys Kinnock verheiratet, die 2009 als Baroness Kinnock of Holyhead ebenfalls zur Life Peeress erhoben wurde. Mit ihr hat er zwei Kinder. Sein Sohn Stephen ist mit der ehemaligen dänischen Ministerpräsidentin Helle Thorning-Schmidt verheiratet.

## Trivia
Der spätere US-Präsident Joe Biden zog seine Kampagne zur Präsidentschaftswahl 1988 zurück, weil Plagiatsvorwürfe gegen ihn erhoben worden waren. Biden hatte eine Rede von Neil Kinnock kopiert, die Einzelheiten zum persönlichen Leben enthielt, die in Kinnocks Fall stimmten, bei Biden hingegen nicht.